# Knivloven
Knivloven er den populære betegnelse for to forskellige danske love. Oprindeligt brugtes udtrykket om den skærpelse af våbenloven i 2008, der medførte, at overtrædelse af forbuddet mod at bære kniv blev ændret fra i udgangspunktet at være bøde til som udgangspunkt at være syv dages fængsel (og kun "under særligt formildende omstændigheder" at være bøde). Denne blev lempet i 2012, således at udgangspunket igen blev bøde og kun under "skærpende omstændigheder" fængsel. Derudover bruges udtrykket også om Lov om knive og blankvåben, der blev vedtaget i 2016 og udskilte bestemmelserne om knive i våbenloven til en særskilt lov, der populært kaldes knivloven. 

## Baggrunden
Baggrunden for skærpelsen var knivdrabet af den 19-årige Anton Njie Hansen på Strøget i København 5. januar 2008. Efterfølgende blev der rejst krav fra Socialdemokraterne og Dansk Folkeparti om et totalt forbud mod knive i nattelivet. Den da gældende våbenlov tillod at man offentligt måtte være i besiddelse af en max 7 cm. lang foldekniv hvis knivsblad ikke kunne fastlåses. Daværende justitsminister Lene Espersen afviste på pågældende tidspunkt et totalt forbud og udtalte at man i stedet burde "øge sandsynligheden for at blive stoppet, hvis man har en kniv i hånden. Det skal ske ved, at politiet er aktive og synlige og ude at lave stikprøvekontroller". En undersøgelse foretaget af det Kriminalpræventive Råd og Københavns Universitet viste at der ikke var sket nogen stigning i knivkriminialiteten i perioden mellem 1995 og 2005. Politiet udtalte også at de med de daværende gældende love havde beføjelser nok til at bekæmpe knivkriminaliteten.

## Skærpelsen
Alligevel ændrede justitsministeren efterfølgende kurs og fremlagde i marts et forslag til en skærpelse af våbenloven. Forslaget indeholdt bl.a. stramninger af straffen for besiddelse af en ulovlig kniv, fra den daværende bødestraf på mellem 3000-5000 kr, blev den forhøjet til fængselsstraf på op til 7 dage, med den særlige kommentar at "der i førstegangstilfælde af overtrædelse af § 4, stk. 1, som altovervejende hovedregel fastsættes en kort ubetinget frihedsstraf på 7 dages fængsel." (fremhævelsen er den oprindelige). Der kan dog være særlige formildende omstændigheder "hvis der f.eks. er tale om en person, som efter en arbejdsdag, fisketur, spejdertur eller lignende, hvor vedkommende lovligt har båret eller været i besiddelse af en kniv, foretager et restaurationsbesøg med kniven i lommen eller tasken i stedet for at tage direkte hjem og dermed overtræder forbuddet", og dermed bør der idømmes en bøde i stedet for fængselsstraf, men derudover indprentede lovforslaget at de formildende omstændigheder faldt bort "hvis en person bærer kniv på steder eller under omstændigheder, hvor der er en nærliggende risiko for, at der kan opstå tilspidsede situationer af potentiel voldelig karakter – f.eks. i værtshusmiljøer i aften- eller nattetimerne [...], uanset om den pågældende person tidligere på dagen har haft et anerkendelsesværdigt formål med at bære kniven".
Loven blev efter 3. behandling vedtaget i Folketinget 12. juni samme år med 91 stemmer mod 19. Det var således kun partierne SF, Radikale Venstre og Enhedslisten der stemte imod.

## Følgerne
Efterfølgende blev adskillige tidligere ustraffede personer tiltalt og dømt for at besidde knive, selvom de hævdede at deres knive havde været beregnet til arbejdsbrug. Mest omtale fik sagen mod den 19-årige Haris Cehic, som ved en rutineundersøgelse blev anholdt for at have to hobbyknive i sin bil, som han påstod han brugte til at skære papkasser op med på sit arbejde på en tankstation. Byretten i Odense anså forklaringen for formildende omstændigheder og idømte Cehic en bøde på 3000 kr, men anklageren ankede dommen og 2. september 2009 blev Cehic i Landsretten idømt 7 dages fængsel. Samt sagen mod 24-årige Peter Søbygge fra Nørresundby, der ligeledes blev idømt fængselsstraf ved landsretten for at have et multiværktøj i sin bil. 
Dommene blev anket til Højesteret og denne ret idømte kun de sigtede en bødestraf, hvilket i realiteten betød en afvisning af Justitsministeriets henvisninger i kommentarerne til det oprindelige lovforslag.
Knivloven blev derefter ramt af hård kritik fra jurister såvel som politikere. Lic.jur. Beth Grothe Nielsen udtalte at knivloven kunne svække respekten for lov og ret, mens den politiske retsordfører for de konservative Henriette Kjær beklagede knivloven og udtalte at den blev vedtaget "i en panikkontekst". Liberal Alliance lovede desuden i november 2010 at de inden julen 2010 ville fremlægge lovforslag der ville nedsætte minimumsstraffen for at besidde en kniv under de særlige formildende omstændigheder.

## Nyfortolkning
Sagerne i Højesteret resulterede dog i en ændret kurs fra Rigsadvokaten, som efterfølgende ville instruere de offentlige anklagere i at se bort fra formuleringen i Justitsministeriets forarbejder til våbenloven angående krav om fængselsstraf til førstegangsdømte. I juni 2010 blev der yderligere lempet i fortolkningen af loven, idet anklagemyndigheden nyfortolkede den således at spejdere, fiskere, håndværkere og andre med lovlig undskyldning ikke længere burde retsforfølges.

## Lempelse i 2012
I foråret 2012 vedtoges det at lempe straffen for overtrædelse af knivforbuddet således at straffen som udgangspunkt er bøde. Det skal stadig være muligt at sende knivbevæbnede personer i fængsel for en førstegangsforseelse, men kun under særligt skærpende omstændigheder.
Skærpende omstændigheder vil i praksis sige, at man for eksempel har taget kniven med på værtshus, til koncert, til fodboldkamp eller andre steder, hvor der vil kunne opstå tilspidsede situationer.
Den nye lov lader det være op til domstolene at vurdere, om der er tale om skærpende omstændigheder, og hvis det ikke er tilfældet, skal straffen kun være en bøde.
Loven er vedtaget med stemmer fra regeringspartierne, Enhedslisten og Liberal Alliance, mens Venstre, Dansk Folkeparti og De Konservative stemte imod. Ændringsloven trådte i kraft d. 1. april 2012.

## Ny knivlov
I 2016 valgte man at udskille bestemmelserne om knive og blankvåben fra våbenloven og placere dem i en selvstændig lov, Lov om knive og blankvåben. I den forbindelse blev der også foretaget en række ændringer af reglerne, således at de overordnet set blev enklere. Samtidig afskaffede man den hidtidige bestemmelse om, at foldeknive med en klinge under 7 cm, som ikke kunne fastlåses i udfoldet stilling, altid var lovlige. Med den nye knivlov skal der altid foretages et konkret skøn, og i visse situationer vil det aldrig være lovligt at medbringe kniv, uanset dens størrelse.